# Godfred T. Boyon
Godfred T. Boyon ist ein Politiker in Ghana. In der Regierung von Präsident John Agyekum Kufuor wurde er zum 1. August 2007 zum Staatsminister im Ministerium für Verkehr ernannt. Amtsvorgänger war Richard Winfred Anane.